# Flagge Kaliforniens

Heutige Version der Bear Flag

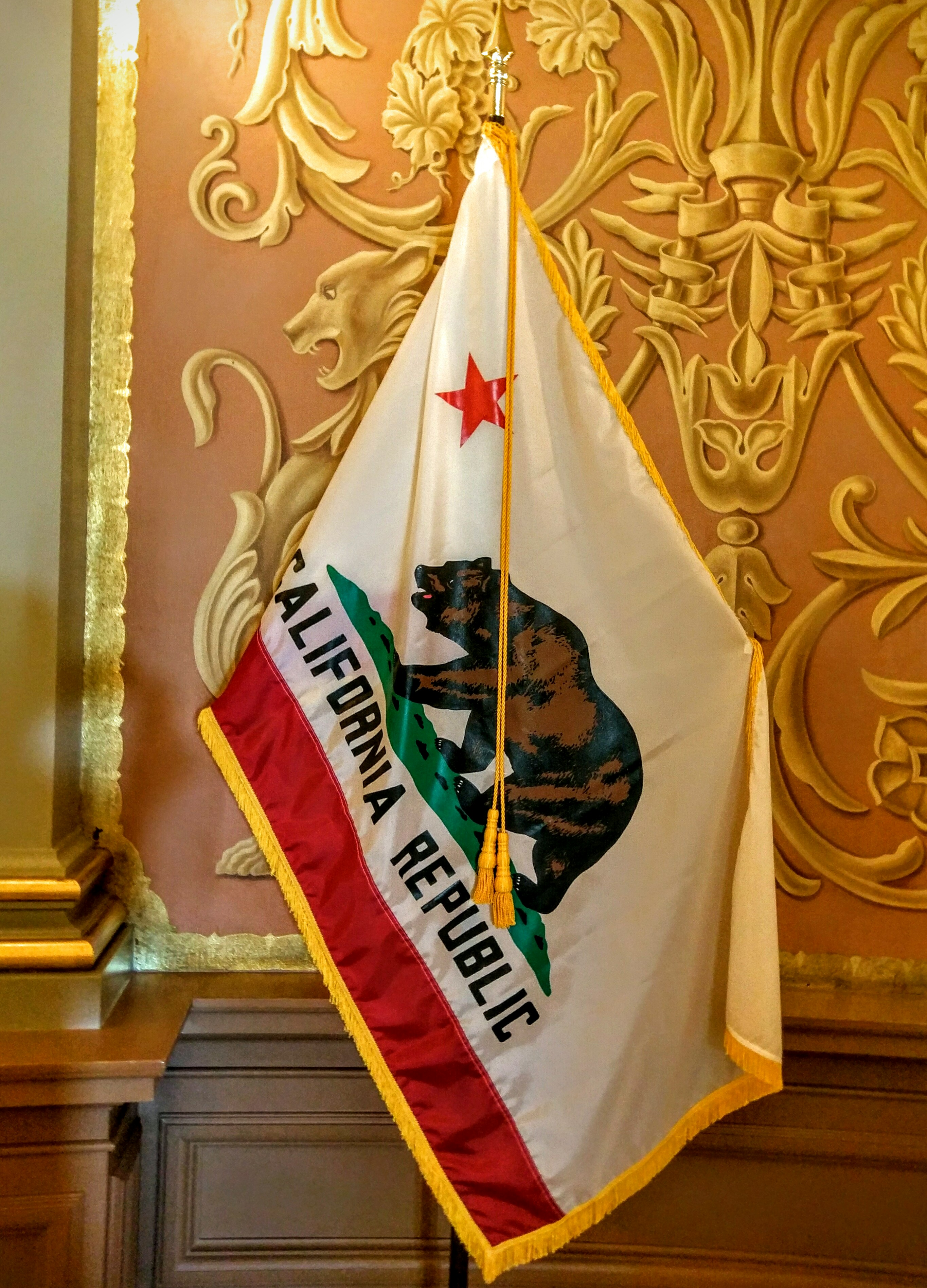
Die Flagge Kaliforniens im California State Capitol

Die Flagge Kaliforniens ist das offizielle Hoheitszeichen des US-Bundesstaates Kalifornien.

## Geschichte
Nach Ausbruch des Mexikanisch-Amerikanischen Krieges erklärten US-amerikanische Siedler 1846 die Unabhängigkeit Kaliforniens als „Republik Kalifornien“ und hissten in Sonoma eine Flagge, auf der sie auf weißem Grund den roten Stern (Lone Star) der ersten kalifornischen Autonomiebewegung von 1836 mit der Zeichnung eines Bären kombinierten, den sie als Symbol für Stärke und Unbeugsamkeit gewählt hatten.
Diese Flagge wurde nach etwa einem Monat von Unionstruppen abgenommen und zunächst durch die Nationalflagge der USA ersetzt. Die originale „Bear Flag“ wurde 1906 beim Erdbeben von San Francisco zerstört. Erst 1911 wurde die „Bear Flag“ die offizielle Staatsflagge Kaliforniens. Für den Entwurf der neuen Flagge wurde Monarch, der letzte in Kalifornien gefangene Grizzlybär, als Vorlage für das Motiv gewählt.

Gouverneursflagge
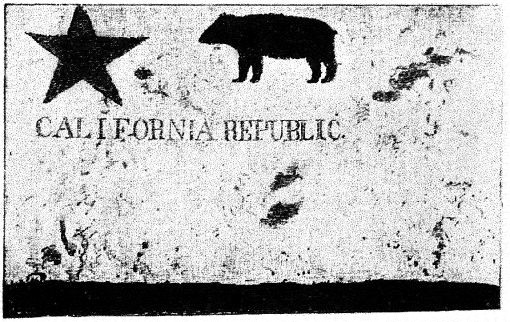
Die originale Bear Flag, fotografiert 1890
Umzeichnung der Originalflagge